# Vương triều Ryurik
Triều Ryurik (tiếng Nga: Рюриковичи; tiếng Ukraina: Рюриковичі; tiếng Belarus: Рурыкавічы) là triều đại bắt nguồn từ vương công Ryurik đã thống trị Sa quốc Nga khoảng năm 862 đến năm 1612 hoặc 1616. Đây được coi là giai đoạn khởi thủy cho lịch sử ba quốc gia Nga, Ukraina và Belarus.

## Nhánh gia tộc
- Izyaslavichi of Polotsk, princes of Polotsk
- Rostislavichi of Halych, princes of Halych
- Izyaslavichi of Turov, princes of Turiv and Volhynia
- Olgovichi, princes of Chernihiv
- Monomakhovichi, princes of Pereyaslav
  - Izyaslavichi of Monomakh, princes of Volhynia, kings of Rus (senior branch)
  - Yurievichi, princes of Vladimir-Suzdal, Grand Princes of Moscow (junior branch)
  - Rostislavichi, princes of Smolensk (middle branch)

## Thế phổ (Ryurik đến Vladimir Đại Đế)
|  |  |  |  |  |  |      |      |      |      |                                |                                |                                |                                | Rurik                          | Rurik                          | Rurik      | Rurik      | Rurik        | Rurik        |              |              | Efanda of Novgorod | Efanda of Novgorod | Efanda of Novgorod | Efanda of Novgorod | Efanda of Novgorod | Efanda of Novgorod |              |              |                     |                     |                     |                     |                     |                     |                |                |                      |                      |                      |                      |                      |                      |                      |                      |                      |                      |                    |                    |                    |                    |  |  |                      |                      |                      |                      |                      |                      |
|  |  |  |  |  |  |      |      |      |      |                                |                                |                                |                                | Rurik                          | Rurik                          | Rurik      | Rurik      | Rurik        | Rurik        |              |              | Efanda of Novgorod | Efanda of Novgorod | Efanda of Novgorod | Efanda of Novgorod | Efanda of Novgorod | Efanda of Novgorod |              |              |                     |                     |                     |                     |                     |                     |                |                |                      |                      |                      |                      |                      |                      |                      |                      |                      |                      |                    |                    |                    |                    |  |  |                      |                      |                      |                      |                      |                      |
|  |  |  |  |  |  |      |      |      |      |                                |                                |                                |                                |                                |                                |            |            |              |              |              |              |                    |                    |                    |                    |                    |                    |              |              |                     |                     |                     |                     |                     |                     |                |                |                      |                      |                      |                      |                      |                      |                      |                      |                      |                      |                    |                    |                    |                    |  |  |                      |                      |                      |                      |                      |                      |
|  |  |  |  |  |  |      |      |      |      |                                |                                |                                |                                |                                |                                |            |            | Igor of Kiev | Igor of Kiev | Igor of Kiev | Igor of Kiev | Igor of Kiev       | Igor of Kiev       |                    |                    | Olga xứ Kiev       | Olga xứ Kiev       | Olga xứ Kiev | Olga xứ Kiev | Olga xứ Kiev        | Olga xứ Kiev        |                     |                     |                     |                     | Malk Lubchanin | Malk Lubchanin | Malk Lubchanin       | Malk Lubchanin       | Malk Lubchanin       | Malk Lubchanin       |                      |                      |                      |                      |                      |                      |                    |                    |                    |                    |  |  |                      |                      |                      |                      |                      |                      |
|  |  |  |  |  |  |      |      |      |      |                                |                                |                                |                                |                                |                                |            |            | Igor of Kiev | Igor of Kiev | Igor of Kiev | Igor of Kiev | Igor of Kiev       | Igor of Kiev       |                    |                    | Olga xứ Kiev       | Olga xứ Kiev       | Olga xứ Kiev | Olga xứ Kiev | Olga xứ Kiev        | Olga xứ Kiev        |                     |                     |                     |                     | Malk Lubchanin | Malk Lubchanin | Malk Lubchanin       | Malk Lubchanin       | Malk Lubchanin       | Malk Lubchanin       |                      |                      |                      |                      |                      |                      |                    |                    |                    |                    |  |  |                      |                      |                      |                      |                      |                      |
|  |  |  |  |  |  |      |      |      |      |                                |                                |                                |                                |                                |                                |            |            |              |              |              |              |                    |                    |                    |                    |                    |                    |              |              |                     |                     |                     |                     |                     |                     |                |                |                      |                      |                      |                      |                      |                      |                      |                      |                      |                      |                    |                    |                    |                    |  |  |                      |                      |                      |                      |                      |                      |
|  |  |  |  |  |  |      |      |      |      |                                |                                |                                |                                |                                |                                |            |            |              |              |              |              |                    |                    |                    |                    |                    |                    |              |              |                     |                     |                     |                     |                     |                     |                |                |                      |                      |                      |                      |                      |                      |                      |                      |                      |                      |                    |                    |                    |                    |  |  |                      |                      |                      |                      |                      |                      |
|  |  |  |  |  |  |      |      |      |      |                                |                                |                                |                                | Predslava                      | Predslava                      | Predslava  | Predslava  | Predslava    | Predslava    |              |              | Sviatoslav I       | Sviatoslav I       | Sviatoslav I       | Sviatoslav I       | Sviatoslav I       | Sviatoslav I       |              |              | Malusha             | Malusha             | Malusha             | Malusha             | Malusha             | Malusha             |                |                |                      |                      |                      |                      |                      |                      |                      |                      | Rogvolod             | Rogvolod             | Rogvolod           | Rogvolod           | Rogvolod           | Rogvolod           |  |  | Dobrynya             | Dobrynya             | Dobrynya             | Dobrynya             | Dobrynya             | Dobrynya             |
|  |  |  |  |  |  |      |      |      |      |                                |                                |                                |                                | Predslava                      | Predslava                      | Predslava  | Predslava  | Predslava    | Predslava    |              |              | Sviatoslav I       | Sviatoslav I       | Sviatoslav I       | Sviatoslav I       | Sviatoslav I       | Sviatoslav I       |              |              | Malusha             | Malusha             | Malusha             | Malusha             | Malusha             | Malusha             |                |                |                      |                      |                      |                      |                      |                      |                      |                      | Rogvolod             | Rogvolod             | Rogvolod           | Rogvolod           | Rogvolod           | Rogvolod           |  |  | Dobrynya             | Dobrynya             | Dobrynya             | Dobrynya             | Dobrynya             | Dobrynya             |
|  |  |  |  |  |  |      |      |      |      |                                |                                |                                |                                |                                |                                |            |            |              |              |              |              |                    |                    |                    |                    |                    |                    |              |              |                     |                     |                     |                     |                     |                     |                |                |                      |                      |                      |                      |                      |                      |                      |                      |                      |                      |                    |                    |                    |                    |  |  |                      |                      |                      |                      |                      |                      |
|  |  |  |  |  |  |      |      |      |      |                                |                                |                                |                                |                                |                                |            |            |              |              |              |              |                    |                    |                    |                    |                    |                    |              |              |                     |                     |                     |                     |                     |                     |                |                |                      |                      |                      |                      |                      |                      |                      |                      |                      |                      |                    |                    |                    |                    |  |  |                      |                      |                      |                      |                      |                      |
|  |  |  |  |  |  | Oleg | Oleg | Oleg | Oleg | Oleg                           | Oleg                           |                                |                                | Yaropolk I                     | Yaropolk I                     | Yaropolk I | Yaropolk I | Yaropolk I   | Yaropolk I   |              |              | Greek nun          | Greek nun          | Greek nun          | Greek nun          | Greek nun          | Greek nun          |              |              | Anna Porphyrogenita | Anna Porphyrogenita | Anna Porphyrogenita | Anna Porphyrogenita | Anna Porphyrogenita | Anna Porphyrogenita |                |                | Vladimir I the Great | Vladimir I the Great | Vladimir I the Great | Vladimir I the Great | Vladimir I the Great | Vladimir I the Great |                      |                      | Rogneda of Polotsk   | Rogneda of Polotsk   | Rogneda of Polotsk | Rogneda of Polotsk | Rogneda of Polotsk | Rogneda of Polotsk |  |  | Konstantin Dobrynich | Konstantin Dobrynich | Konstantin Dobrynich | Konstantin Dobrynich | Konstantin Dobrynich | Konstantin Dobrynich |
|  |  |  |  |  |  | Oleg | Oleg | Oleg | Oleg | Oleg                           | Oleg                           |                                |                                | Yaropolk I                     | Yaropolk I                     | Yaropolk I | Yaropolk I | Yaropolk I   | Yaropolk I   |              |              | Greek nun          | Greek nun          | Greek nun          | Greek nun          | Greek nun          | Greek nun          |              |              | Anna Porphyrogenita | Anna Porphyrogenita | Anna Porphyrogenita | Anna Porphyrogenita | Anna Porphyrogenita | Anna Porphyrogenita |                |                | Vladimir I the Great | Vladimir I the Great | Vladimir I the Great | Vladimir I the Great | Vladimir I the Great | Vladimir I the Great |                      |                      | Rogneda of Polotsk   | Rogneda of Polotsk   | Rogneda of Polotsk | Rogneda of Polotsk | Rogneda of Polotsk | Rogneda of Polotsk |  |  | Konstantin Dobrynich | Konstantin Dobrynich | Konstantin Dobrynich | Konstantin Dobrynich | Konstantin Dobrynich | Konstantin Dobrynich |
|  |  |  |  |  |  |      |      |      |      |                                |                                |                                |                                |                                |                                |            |            |              |              |              |              |                    |                    |                    |                    |                    |                    |              |              |                     |                     |                     |                     |                     |                     |                |                |                      |                      |                      |                      |                      |                      |                      |                      |                      |                      |                    |                    |                    |                    |  |  |                      |                      |                      |                      |                      |                      |
|  |  |  |  |  |  |      |      |      |      | daughter of Bolesław I Chrobry | daughter of Bolesław I Chrobry | daughter of Bolesław I Chrobry | daughter of Bolesław I Chrobry | daughter of Bolesław I Chrobry | daughter of Bolesław I Chrobry |            |            | Sviatopolk I | Sviatopolk I | Sviatopolk I | Sviatopolk I | Sviatopolk I       | Sviatopolk I       |                    |                    |                    |                    |              |              |                     |                     |                     |                     | Theofana            | Theofana            | Theofana       | Theofana       | Theofana             | Theofana             |                      |                      | 8 issues (see below) | 8 issues (see below) | 8 issues (see below) | 8 issues (see below) | 8 issues (see below) | 8 issues (see below) |                    |                    |                    |                    |  |  | Dobrynich line       | Dobrynich line       | Dobrynich line       | Dobrynich line       | Dobrynich line       | Dobrynich line       |
|  |  |  |  |  |  |      |      |      |      | daughter of Bolesław I Chrobry | daughter of Bolesław I Chrobry | daughter of Bolesław I Chrobry | daughter of Bolesław I Chrobry | daughter of Bolesław I Chrobry | daughter of Bolesław I Chrobry |            |            | Sviatopolk I | Sviatopolk I | Sviatopolk I | Sviatopolk I | Sviatopolk I       | Sviatopolk I       |                    |                    |                    |                    |              |              |                     |                     |                     |                     | Theofana            | Theofana            | Theofana       | Theofana       | Theofana             | Theofana             |                      |                      | 8 issues (see below) | 8 issues (see below) | 8 issues (see below) | 8 issues (see below) | 8 issues (see below) | 8 issues (see below) |                    |                    |                    |                    |  |  | Dobrynich line       | Dobrynich line       | Dobrynich line       | Dobrynich line       | Dobrynich line       | Dobrynich line       |
|  |  |  |  |  |  |      |      |      |      |                                |                                |                                |                                |                                |                                |            |            |              |              |              |              |                    |                    |                    |                    |                    |                    |              |              |                     |                     |                     |                     |                     |                     |                |                |                      |                      |                      |                      |                      |                      |                      |                      |                      |                      |                    |                    |                    |                    |  |  |                      |                      |                      |                      |                      |                      |
|  |  |  |  |  |  |      |      |      |      |                                |                                |                                |                                |                                |                                |            |            |              |              |              |              |                    |                    |                    |                    |                    |                    |              |              |                     |                     |                     |                     |                     |                     |                |                |                      |                      |                      |                      |                      |                      |                      |                      |                      |                      |                    |                    |                    |                    |  |  |                      |                      |                      |                      |                      |                      |

## Thê tử Vladimir Đại Đế (1)
| Olof Skötkonung | Olof Skötkonung | Olof Skötkonung | Olof Skötkonung | Olof Skötkonung | Olof Skötkonung |            |            | Estrid of the Obotrites | Estrid of the Obotrites | Estrid of the Obotrites | Estrid of the Obotrites | Estrid of the Obotrites | Estrid of the Obotrites |                   |                   |                   |                   |  |  |                     |                     |                     |                     |                     |                     |  |  |          |          |          |          |          |          |  |  |          |          |          |          |          |          |  |  |            |            |            |            |            |            |  |  |           |           |           |           |           |           |  |  |           |           |           |           | Rogneda of Polotsk | Rogneda of Polotsk | Rogneda of Polotsk | Rogneda of Polotsk | Rogneda of Polotsk    | Rogneda of Polotsk    |                       |                       | Vladimir I the Great  | Vladimir I the Great  | Vladimir I the Great | Vladimir I the Great | Vladimir I the Great | Vladimir I the Great |       |       | Adela | Adela | Adela | Adela | Adela | Adela |      |      |      |      |  |  |           |           |           |           |           |           |  |  |          |          |          |          |          |          |
| Olof Skötkonung | Olof Skötkonung | Olof Skötkonung | Olof Skötkonung | Olof Skötkonung | Olof Skötkonung |            |            | Estrid of the Obotrites | Estrid of the Obotrites | Estrid of the Obotrites | Estrid of the Obotrites | Estrid of the Obotrites | Estrid of the Obotrites |                   |                   |                   |                   |  |  |                     |                     |                     |                     |                     |                     |  |  |          |          |          |          |          |          |  |  |          |          |          |          |          |          |  |  |            |            |            |            |            |            |  |  |           |           |           |           |           |           |  |  |           |           |           |           | Rogneda of Polotsk | Rogneda of Polotsk | Rogneda of Polotsk | Rogneda of Polotsk | Rogneda of Polotsk    | Rogneda of Polotsk    |                       |                       | Vladimir I the Great  | Vladimir I the Great  | Vladimir I the Great | Vladimir I the Great | Vladimir I the Great | Vladimir I the Great |       |       | Adela | Adela | Adela | Adela | Adela | Adela |      |      |      |      |  |  |           |           |           |           |           |           |  |  |          |          |          |          |          |          |
|                 |                 |                 |                 |                 |                 |            |            |                         |                         |                         |                         |                         |                         |                   |                   |                   |                   |  |  |                     |                     |                     |                     |                     |                     |  |  |          |          |          |          |          |          |  |  |          |          |          |          |          |          |  |  |            |            |            |            |            |            |  |  |           |           |           |           |           |           |  |  |           |           |           |           |                    |                    |                    |                    |                       |                       |                       |                       |                       |                       |                      |                      |                      |                      |       |       |       |       |       |       |       |       |      |      |      |      |  |  |           |           |           |           |           |           |  |  |          |          |          |          |          |          |
|                 |                 |                 |                 |                 |                 |            |            |                         |                         |                         |                         |                         |                         |                   |                   |                   |                   |  |  |                     |                     |                     |                     |                     |                     |  |  |          |          |          |          |          |          |  |  |          |          |          |          |          |          |  |  |            |            |            |            |            |            |  |  |           |           |           |           |           |           |  |  |           |           |           |           |                    |                    |                    |                    |                       |                       |                       |                       |                       |                       |                      |                      |                      |                      |       |       |       |       |       |       |       |       |      |      |      |      |  |  |           |           |           |           |           |           |  |  |          |          |          |          |          |          |
|                 |                 |                 |                 | Saint Anna      | Saint Anna      | Saint Anna | Saint Anna | Saint Anna              | Saint Anna              |                         |                         | Yaroslav the Wise       | Yaroslav the Wise       | Yaroslav the Wise | Yaroslav the Wise | Yaroslav the Wise | Yaroslav the Wise |  |  | Izyaslav of Polotsk | Izyaslav of Polotsk | Izyaslav of Polotsk | Izyaslav of Polotsk | Izyaslav of Polotsk | Izyaslav of Polotsk |  |  | Mstislav | Mstislav | Mstislav | Mstislav | Mstislav | Mstislav |  |  | Vsevolod | Vsevolod | Vsevolod | Vsevolod | Vsevolod | Vsevolod |  |  | Premislava | Premislava | Premislava | Premislava | Premislava | Premislava |  |  | Mstislava | Mstislava | Mstislava | Mstislava | Mstislava | Mstislava |  |  | Predslava | Predslava | Predslava | Predslava | Predslava          | Predslava          |                    |                    | Mstislav of Chernigov | Mstislav of Chernigov | Mstislav of Chernigov | Mstislav of Chernigov | Mstislav of Chernigov | Mstislav of Chernigov |                      |                      | Boris                | Boris                | Boris | Boris | Boris | Boris |       |       | Gleb  | Gleb  | Gleb | Gleb | Gleb | Gleb |  |  | Stanislav | Stanislav | Stanislav | Stanislav | Stanislav | Stanislav |  |  | Sudislav | Sudislav | Sudislav | Sudislav | Sudislav | Sudislav |
|                 |                 |                 |                 | Saint Anna      | Saint Anna      | Saint Anna | Saint Anna | Saint Anna              | Saint Anna              |                         |                         | Yaroslav the Wise       | Yaroslav the Wise       | Yaroslav the Wise | Yaroslav the Wise | Yaroslav the Wise | Yaroslav the Wise |  |  | Izyaslav of Polotsk | Izyaslav of Polotsk | Izyaslav of Polotsk | Izyaslav of Polotsk | Izyaslav of Polotsk | Izyaslav of Polotsk |  |  | Mstislav | Mstislav | Mstislav | Mstislav | Mstislav | Mstislav |  |  | Vsevolod | Vsevolod | Vsevolod | Vsevolod | Vsevolod | Vsevolod |  |  | Premislava | Premislava | Premislava | Premislava | Premislava | Premislava |  |  | Mstislava | Mstislava | Mstislava | Mstislava | Mstislava | Mstislava |  |  | Predslava | Predslava | Predslava | Predslava | Predslava          | Predslava          |                    |                    | Mstislav of Chernigov | Mstislav of Chernigov | Mstislav of Chernigov | Mstislav of Chernigov | Mstislav of Chernigov | Mstislav of Chernigov |                      |                      | Boris                | Boris                | Boris | Boris | Boris | Boris |       |       | Gleb  | Gleb  | Gleb | Gleb | Gleb | Gleb |  |  | Stanislav | Stanislav | Stanislav | Stanislav | Stanislav | Stanislav |  |  | Sudislav | Sudislav | Sudislav | Sudislav | Sudislav | Sudislav |
|                 |                 |                 |                 |                 |                 |            |            |                         |                         |                         |                         |                         |                         |                   |                   |                   |                   |  |  |                     |                     |                     |                     |                     |                     |  |  |          |          |          |          |          |          |  |  |          |          |          |          |          |          |  |  |            |            |            |            |            |            |  |  |           |           |           |           |           |           |  |  |           |           |           |           |                    |                    |                    |                    |                       |                       |                       |                       |                       |                       |                      |                      |                      |                      |       |       |       |       |       |       |       |       |      |      |      |      |  |  |           |           |           |           |           |           |  |  |          |          |          |          |          |          |
|                 |                 |                 |                 |                 |                 |            |            | 10 children             | 10 children             | 10 children             | 10 children             | 10 children             | 10 children             |                   |                   |                   |                   |  |  | Polotsk line        | Polotsk line        | Polotsk line        | Polotsk line        | Polotsk line        | Polotsk line        |  |  |          |          |          |          |          |          |  |  |          |          |          |          |          |          |  |  |            |            |            |            |            |            |  |  |           |           |           |           |           |           |  |  |           |           |           |           |                    |                    |                    |                    | Eustaphius            | Eustaphius            | Eustaphius            | Eustaphius            | Eustaphius            | Eustaphius            |                      |                      |                      |                      |       |       |       |       |       |       |       |       |      |      |      |      |  |  |           |           |           |           |           |           |  |  |          |          |          |          |          |          |

## Thê tử Vladimir Đại Đế (2)
|  |  |  |  |  |  |  |  |  |  |  |  |  |  |  |  | Olava | Olava | Olava | Olava | Olava     | Olava     |           |           | Vladimir I the Great | Vladimir I the Great | Vladimir I the Great | Vladimir I the Great | Vladimir I the Great | Vladimir I the Great |            |            | Malfrida   | Malfrida   | Malfrida | Malfrida | Malfrida | Malfrida |
|  |  |  |  |  |  |  |  |  |  |  |  |  |  |  |  | Olava | Olava | Olava | Olava | Olava     | Olava     |           |           | Vladimir I the Great | Vladimir I the Great | Vladimir I the Great | Vladimir I the Great | Vladimir I the Great | Vladimir I the Great |            |            | Malfrida   | Malfrida   | Malfrida | Malfrida | Malfrida | Malfrida |
|  |  |  |  |  |  |  |  |  |  |  |  |  |  |  |  |       |       |       |       |           |           |           |           |                      |                      |                      |                      |                      |                      |            |            |            |            |          |          |          |          |
|  |  |  |  |  |  |  |  |  |  |  |  |  |  |  |  |       |       |       |       | Vysheslav | Vysheslav | Vysheslav | Vysheslav | Vysheslav            | Vysheslav            |                      |                      | Sviatoslav           | Sviatoslav           | Sviatoslav | Sviatoslav | Sviatoslav | Sviatoslav |          |          |          |          |

## Thê tử Vladimir Đại Đế (3)
|                          |                          |                          |                          |                          |                          |  |  |                  |                  |                  |                  |                  |                  |  |  |                              |                              |                              |                              | granddaughter of Otto I the Great | granddaughter of Otto I the Great | granddaughter of Otto I the Great | granddaughter of Otto I the Great | granddaughter of Otto I the Great | granddaughter of Otto I the Great |                         |                         | Vladimir I the Great    | Vladimir I the Great    | Vladimir I the Great | Vladimir I the Great | Vladimir I the Great | Vladimir I the Great |         |         | unknown mistress | unknown mistress | unknown mistress | unknown mistress | unknown mistress | unknown mistress |
|                          |                          |                          |                          |                          |                          |  |  |                  |                  |                  |                  |                  |                  |  |  |                              |                              |                              |                              | granddaughter of Otto I the Great | granddaughter of Otto I the Great | granddaughter of Otto I the Great | granddaughter of Otto I the Great | granddaughter of Otto I the Great | granddaughter of Otto I the Great |                         |                         | Vladimir I the Great    | Vladimir I the Great    | Vladimir I the Great | Vladimir I the Great | Vladimir I the Great | Vladimir I the Great |         |         | unknown mistress | unknown mistress | unknown mistress | unknown mistress | unknown mistress | unknown mistress |
|                          |                          |                          |                          |                          |                          |  |  |                  |                  |                  |                  |                  |                  |  |  |                              |                              |                              |                              |                                   |                                   |                                   |                                   |                                   |                                   |                         |                         |                         |                         |                      |                      |                      |                      |         |         |                  |                  |                  |                  |                  |                  |
|                          |                          |                          |                          |                          |                          |  |  |                  |                  |                  |                  |                  |                  |  |  |                              |                              |                              |                              |                                   |                                   |                                   |                                   |                                   |                                   |                         |                         |                         |                         |                      |                      |                      |                      |         |         |                  |                  |                  |                  |                  |                  |
| Casimir I duke of Poland | Casimir I duke of Poland | Casimir I duke of Poland | Casimir I duke of Poland | Casimir I duke of Poland | Casimir I duke of Poland |  |  | Maria Dobroniega | Maria Dobroniega | Maria Dobroniega | Maria Dobroniega | Maria Dobroniega | Maria Dobroniega |  |  | Bernard margrave of Nordmark | Bernard margrave of Nordmark | Bernard margrave of Nordmark | Bernard margrave of Nordmark | Bernard margrave of Nordmark      | Bernard margrave of Nordmark      |                                   |                                   | out-of-wedlock daughter           | out-of-wedlock daughter           | out-of-wedlock daughter | out-of-wedlock daughter | out-of-wedlock daughter | out-of-wedlock daughter |                      |                      | Pozvizd              | Pozvizd              | Pozvizd | Pozvizd | Pozvizd          | Pozvizd          |                  |                  |                  |                  |
| Casimir I duke of Poland | Casimir I duke of Poland | Casimir I duke of Poland | Casimir I duke of Poland | Casimir I duke of Poland | Casimir I duke of Poland |  |  | Maria Dobroniega | Maria Dobroniega | Maria Dobroniega | Maria Dobroniega | Maria Dobroniega | Maria Dobroniega |  |  | Bernard margrave of Nordmark | Bernard margrave of Nordmark | Bernard margrave of Nordmark | Bernard margrave of Nordmark | Bernard margrave of Nordmark      | Bernard margrave of Nordmark      |                                   |                                   | out-of-wedlock daughter           | out-of-wedlock daughter           | out-of-wedlock daughter | out-of-wedlock daughter | out-of-wedlock daughter | out-of-wedlock daughter |                      |                      | Pozvizd              | Pozvizd              | Pozvizd | Pozvizd | Pozvizd          | Pozvizd          |                  |                  |                  |                  |

## Vladimir Đại Đế đến Yury Tràng Thủ
- Vladimir the Great
- Yaroslav the Wise, son of Vladimir I the Great
- Vsevolod I of Kiev, son of Yaroslav the Wise
- Vladimir II Monomakh, son of Vsevolod I of Kiev
- Yuri I "Dolgorukiy", i.e. Yuri I Long-arm
- The lineage from Yuri I Long-arm onwards is given in the table below

## Yury Tràng Thủ
The following image shows the descent of the leading (historically most powerful branch) of the Rurikids, being the descendants of Vladimir II Monomakh through his sixth son Yuri Dolgorukiy (known as "Yuri I" and "Yuri Long-arm"):

## Hình ảnh

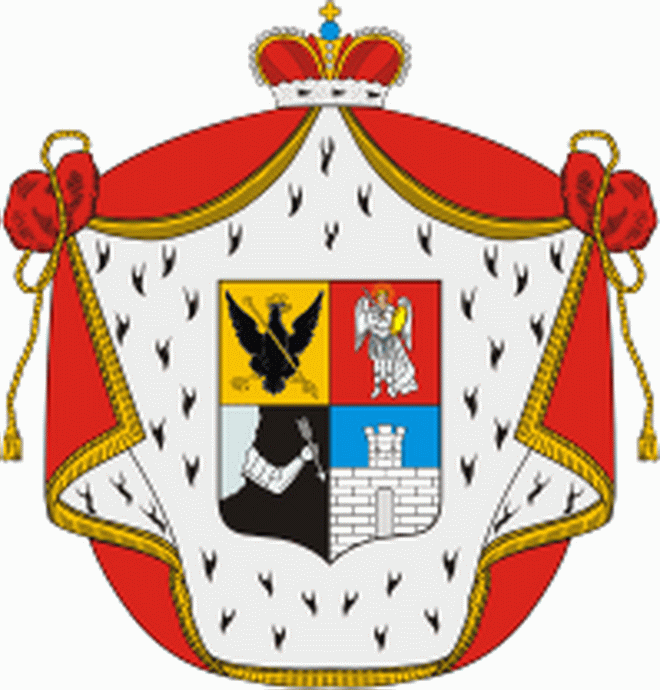
Coat of arms of the Dolgoruky family
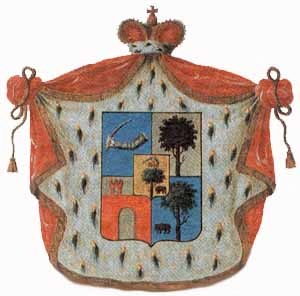
Gagarin family / Khilkoff Coat of Arms
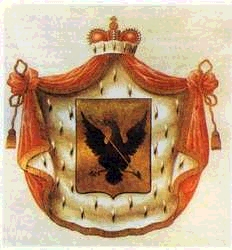
Coat of arms of the Gorchakov family
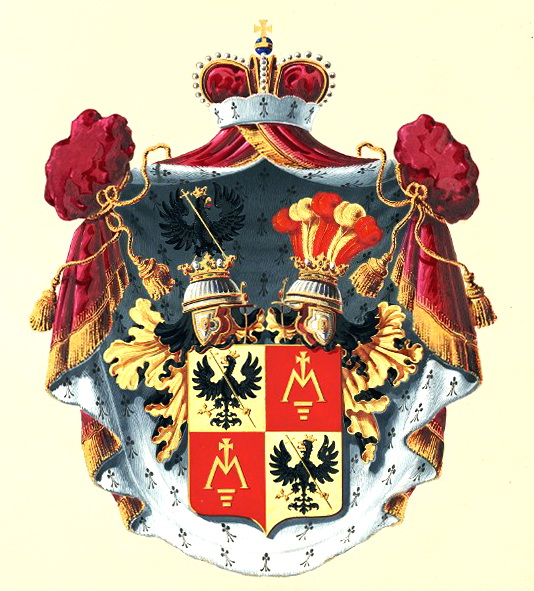
The Coat of Arms of the Mosalsky family
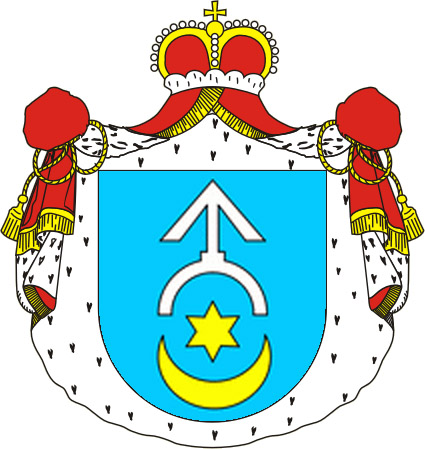
Coat of arms of the Ostrogski family
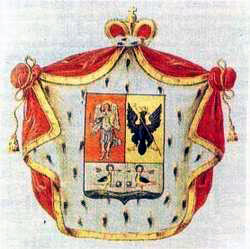
The Obolensky – Repnin coat of arms is composed of the emblems of Kiev và Chernigov.
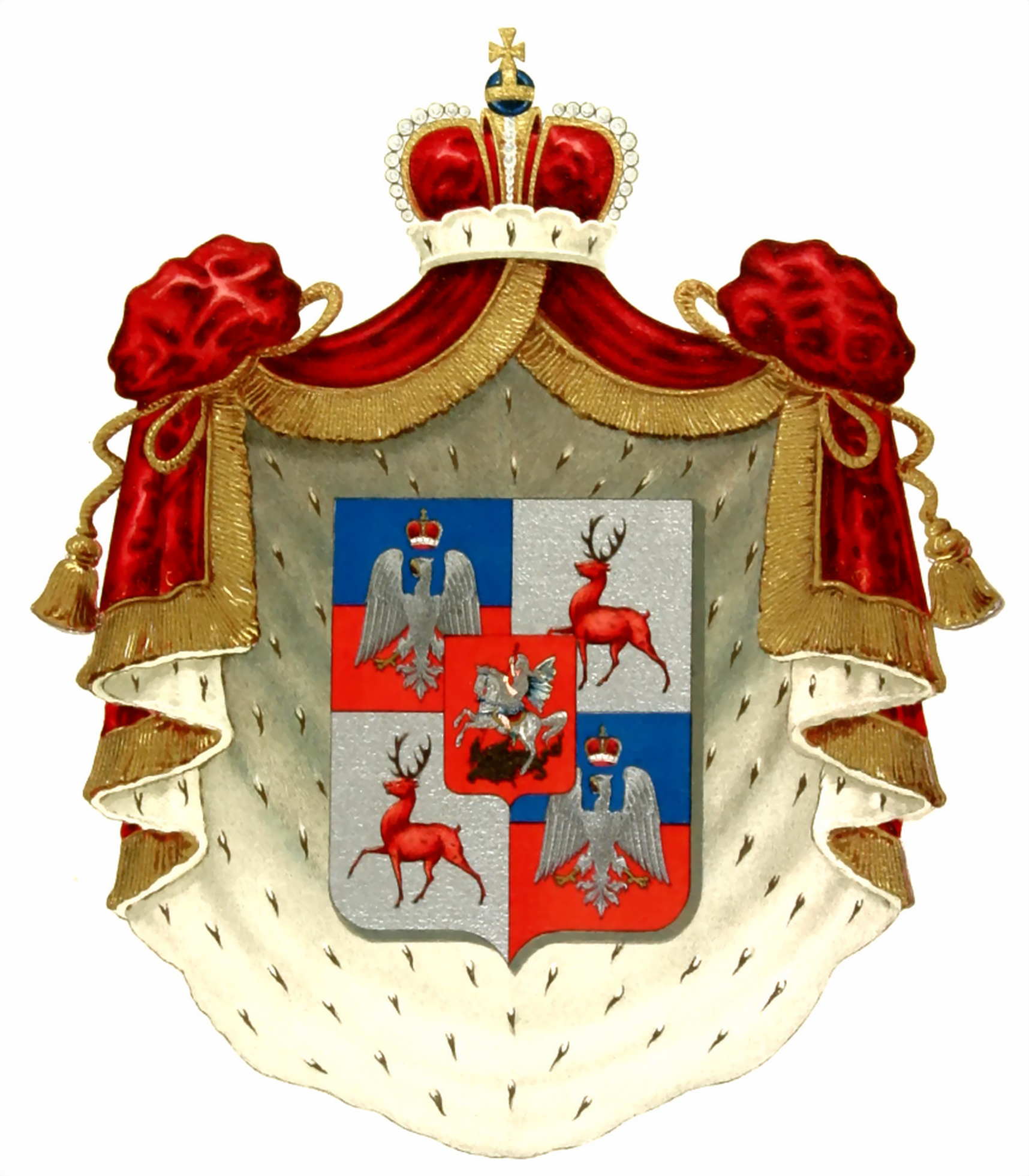
Coat of arms of the Shuyski family
The coat of Arms of the Romanov dynasty (who were descendants through female line of the House of Rurik)
Coat of arms of the Polish Piast Dynasty who married into the House of Rurik
Coat of arms of the Counts of Walbeck who married into the House of Rurik